# Regierung Hall I
Die nationalliberale Regierung Hall I (dän. regeringen Hall I) unter Konseilspräsident C. C. Hall war die dänische Regierung vom 13. Mai 1857 bis zum 2. Dezember 1859.
Die Regierung Hall I war das erste von zwei Kabinetten unter C. C. Hall und das achte seit der dänischen Märzrevolution. Sie übernahm acht Minister der vorangehenden Regierung Andræ, darunter den vormaligen Konseilspräsidenten C.C.G. Andræ sowie Hall selbst.
Die Regierung bestand aus den folgenden Ministern:
- Konseilspräsident: C.C. Hall
- Außenminister:

O.W. Michelsen bis zum 10. Juli 1858, danach
C.C. Hall
- Finanzminister:

C.C.G. Andræ bis zum 10. Juli 1858, danach
A.F. Krieger bis zum 6. Mai 1859, danach
C.E. Fenger
- Innenminister:

A.F. Krieger bis zum 26. Juli 1858, danach
I.J. Unsgaard bis zum 6. Mai 1859, danach
A.F. Krieger
- Justizminister: C.F. Simony
- Minister für Kirche und Unterrichtswesen:

C.C. Hall bis zum 6. Mai 1859
D.G. Monrad
- Kriegsminister: C.C. Lundbye
- Marineminister: O.W. Michelsen
- Minister für die gemeinsamen inneren Angelegenheiten der Monarchie: I.J. Unsgaard bis zum 26. Juli 1858
- Minister für Schleswig: F.H. Wolfhagen
- Minister für Holstein und Lauenburg: I.J. Unsgaard